# Beaumotte-lès-Pin
 Beaumotte-lès-Pin  es una población y comuna francesa, situada en la región de Franco Condado, departamento de Alto Saona, en el distrito de Vesoul y cantón de Marnay.

## Demografía
| 192 | 176 | 165 | 223 | 234 | 239 | 252 |
| Para los censos de 1962 a 1999 la población legal corresponde a la población sin duplicidades (Fuente: INSEE [Consultar]) |     |     |     |     |     |     |